# Ведерниці
Веде́рниці (рос. Ведерницы) — село у складі Дмитровського міського округу Московської області, Росія.

## Населення
Населення — 8 осіб (2010; 12 у 2002).
Національний склад (станом на 2002 рік):
- росіяни — 100 %